# Xã Center, Quận Vanderburgh, Indiana
Xã Center (tiếng Anh: Center Township) là một xã thuộc quận Vanderburgh, tiểu bang Indiana, Hoa Kỳ. Năm 2010, dân số của xã này là 39.007 người.